# Iepureni (gmina Andrieșeni)
Iepureni – wieś w Rumunii, w okręgu Jassy, w gminie Andrieșeni. W 2011 roku liczyła 88 mieszkańców.